# Дейвис, Джон Генри
Джон Ге́нри Де́йвис (англ. John Henry Davies; ок. 1864 или 1865 — 24 октября 1927) — английский бизнесмен, владелец футбольного клуба «Манчестер Юнайтед».

## Биография
Родился в Татбери, Стаффордшир. Занимался пивоваренным бизнесом в Манчестере. В 1902 году погасил долги футбольного клуба «Ньютон Хит», находившегося на грани разорения, после чего стал его владельцем. По легенде, собака капитана команды, Гарри Стаффорда, прибежала к Дейвису. Дейвис захотел купить животное у Стаффорда, и последний убедил бизнесмена спасти клуб от банкротства.
Дейвис вложил в клуб деньги и стал его владельцем. После этого было решено изменить название клуба на «Манчестер Юнайтед», а также поменять официальные цвета клубной формы с жёлто-зелёных на красно-белые. Благодаря участию Дейвиса в клуб перешли главный тренер Эрнест Мангнэлл и первоклассные футболисты, включая Билли Мередита и Сэнди Тернбулла.